# Pensée des champs
Viola arvensis
Espèce
La pensée des champs ou la violette des champs (Viola arvensis) est une espèce de plantes à fleurs de la famille des Violacées.

## Description
C'est une plante herbacée annuelle basse, poilue, ramifiée, aux feuilles oblongues, aux stipules pennatilobés avec un grand lobe terminal.
Les fleurs sont petites, solitaires, jaune pâle avec le pétale supérieur parfois bleu violet. Les sépales sont au moins aussi longs que les pétales. La pollinisation est assurée par les insectes. Le fruit est une capsule.

Fleur et feuilles.
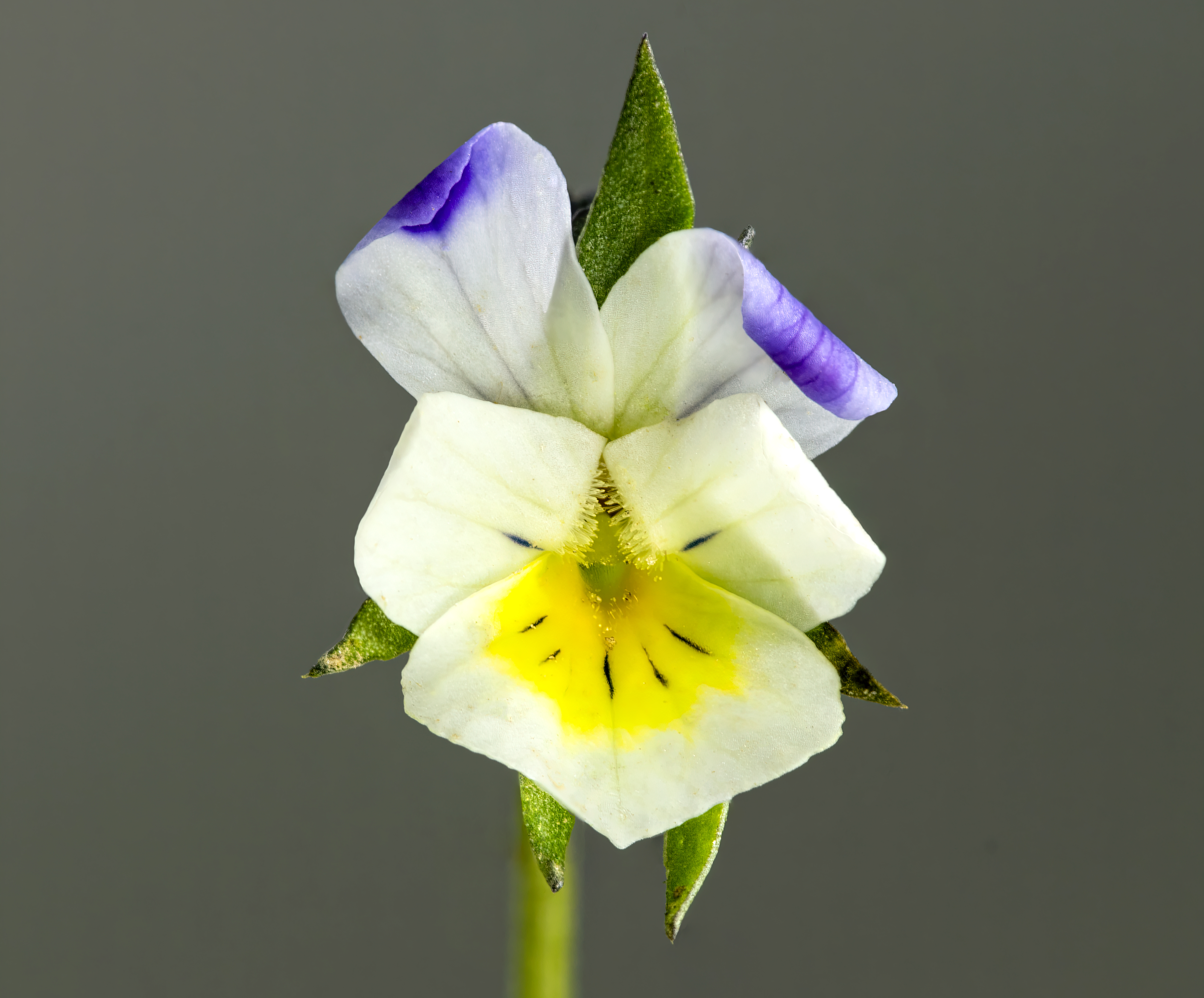
Fleur bicolore.
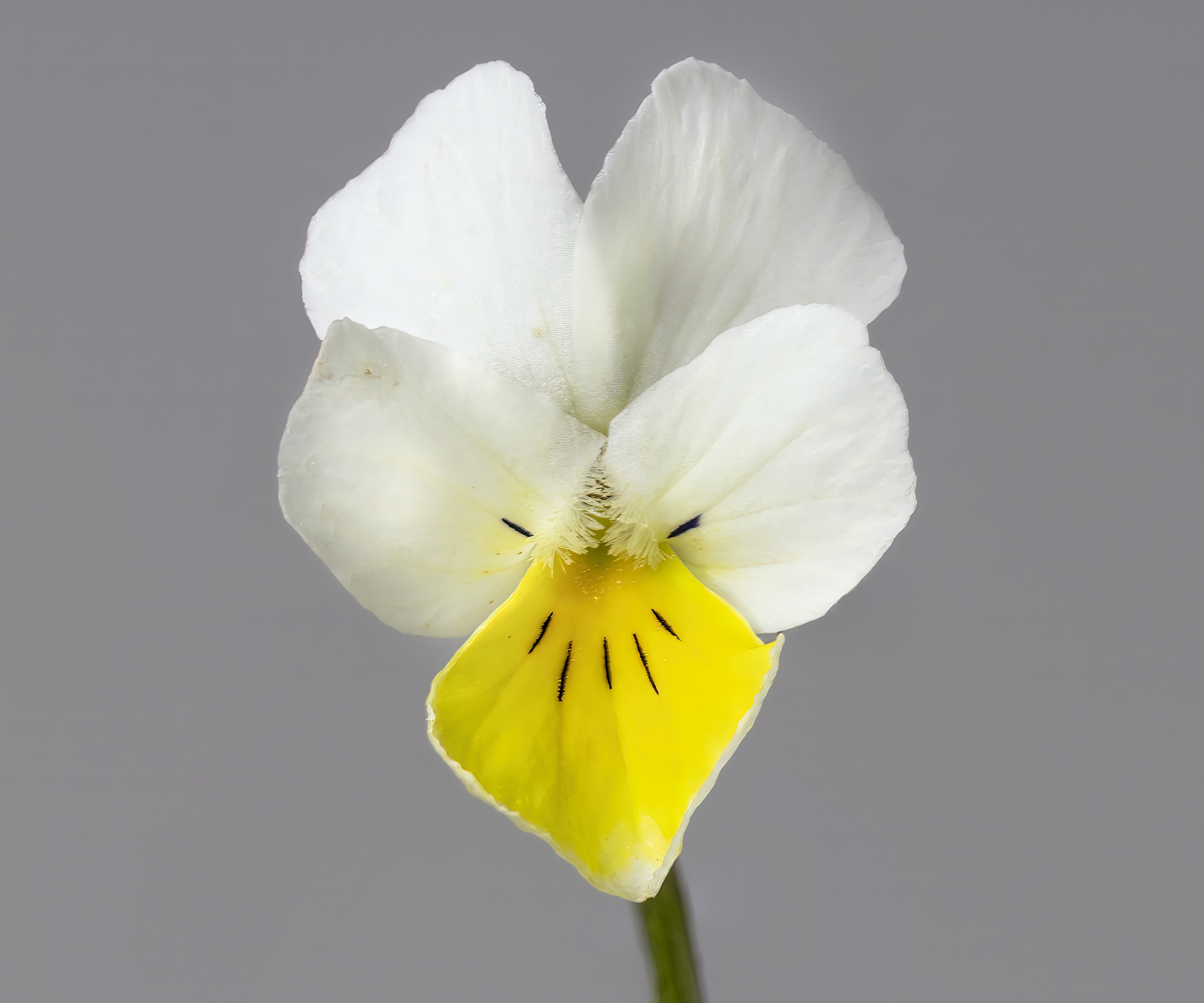
Forme blanche.
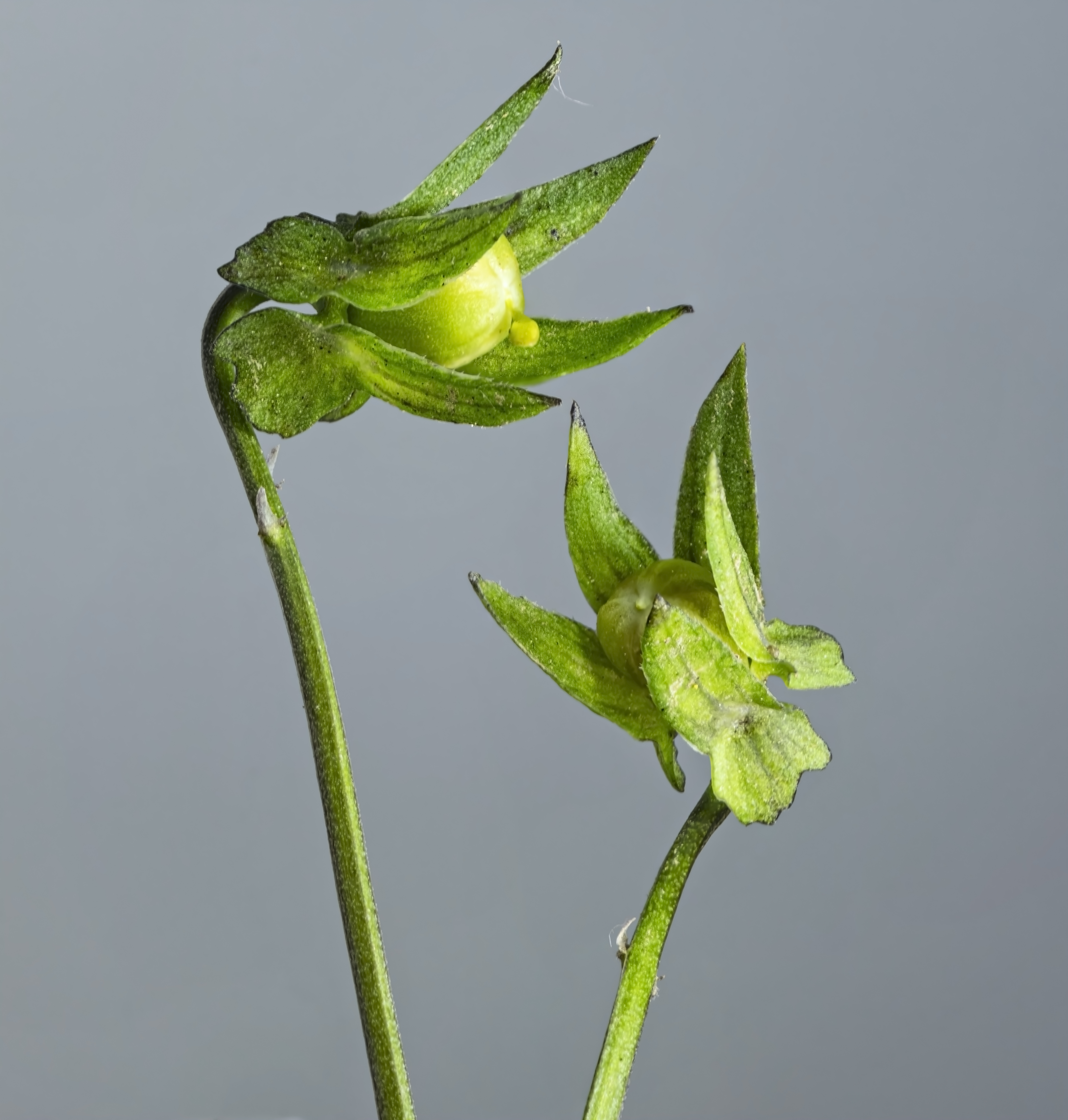
Capsules immatures.

Viola arvensis contient des cyclotides , une classe de peptides issue des plantes. Le peptide “cycloviolacin O2”, en particulier, possède une action cytotoxique contre le cancer des cellules humaines, il est supposé être une substance active utilisée comme médicament dans le futur

## Répartition et habitat
Cosmopolite, on la trouve non seulement en Europe, mais aussi au Québec.
C'est une commensale des cultures.
En 2023, une étude de populations du bassin parisien révèle qu'en 30 ans l'espèce a évolué génétiquement vers des tailles de fleurs plus petites, une production de nectar plus faible, résultant en une augmentation de son taux d'autofécondation de 25 % (Acoca-Pidolle et al., 2023, New Phytologidst). Les auteurs considèrent que la cause de ce changement est le déclin de pollinisateurs. L'espèce semble être en cours d'évolution vers la rupture de son interaction avec les pollinisateurs,.

## Sous-espèces
- Viola arvensis Murray subsp. arvensis : annuelles commensales des cultures
- Viola arvensis Murray subsp. megalantha Naumb.: annuelles commensales des cultures acidophiles, mésohydriques, mésothermes